# Birka
Birka ( PRONÚNCIA) ou Birca (quiçá a forma latinizada de Björkö) foi uma povoação comercial fortificada dos suíones, na Era Viquingue, situada na pequena ilha de Björkö no lago Mälaren, na Suécia, a 30 quilômetros a oeste da atual cidade de Estocolmo.
Foi fundada no século VIII e habitada até o X. Era na época o mais importante centro de comércio do lago Mälaren, e é conhecida como "primeira cidade da Suécia", embora Uppåkra na Escânia seja mais antiga. Tinha população de ca. 700-1 000 pessoas, composta por artesãos, comerciantes, camponeses e escravos.
Seu mercado oferecia peles do norte, escravos e artigos de luxo pelos viquingues da Rússia, Império Bizantino, Ásia Central e Médio Oriente. Como causas do seu declínio e esquecimento, costuma ser apontada a descida do nível do mar tornando o seu porto de difícil acesso por volta de 970, e ainda a destruição causada por viquingues daneses e pelo rei norueguês Olavo II em cerca de 1007.
Com Hovgården, está classificada como Património Mundial com o número 555. Hoje, foi reconstituída no local uma réplica de algumas construções dos tempos antigos visando dar aos visitantes uma ideia da Birka de outrora. É acessível por barcos vindos de Strängnäs, Härjarö, Estocolmo e Södertälje.

## Etimologia e uso
O nome geográfico Birka é uma suequizaçao de Birca, a forma pela qual a ilha de Björkön era mencionada em textos em latim na época medieval.

O topónimo Björkön deriva por sua vez das palavras nórdicas biork (bétula) e ö (ilha), significando ”ilha com bétulas”.

Em textos em português costuma ser usada a forma Birka. 

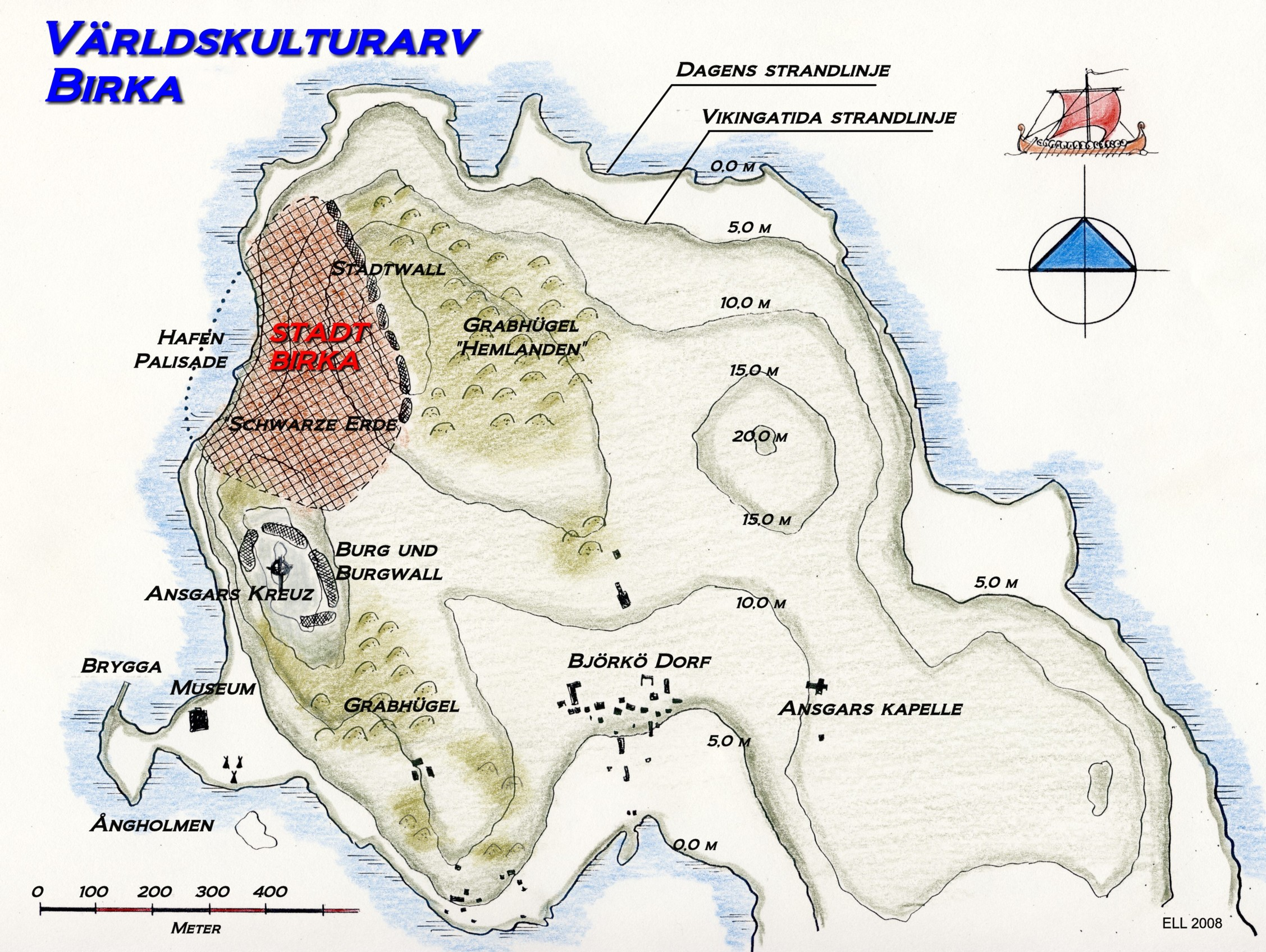
Birka atual
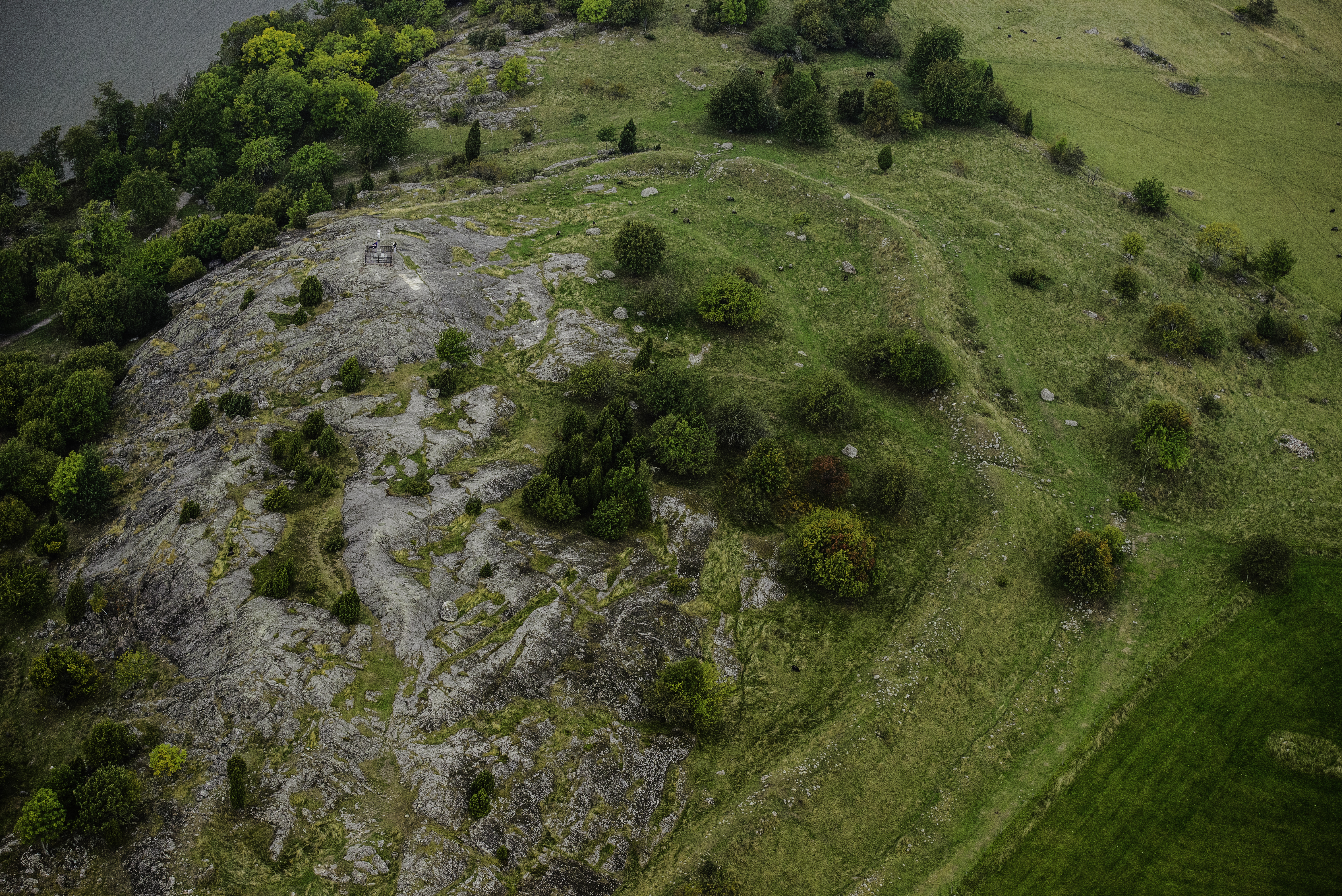
Sítio da antiga fortificação
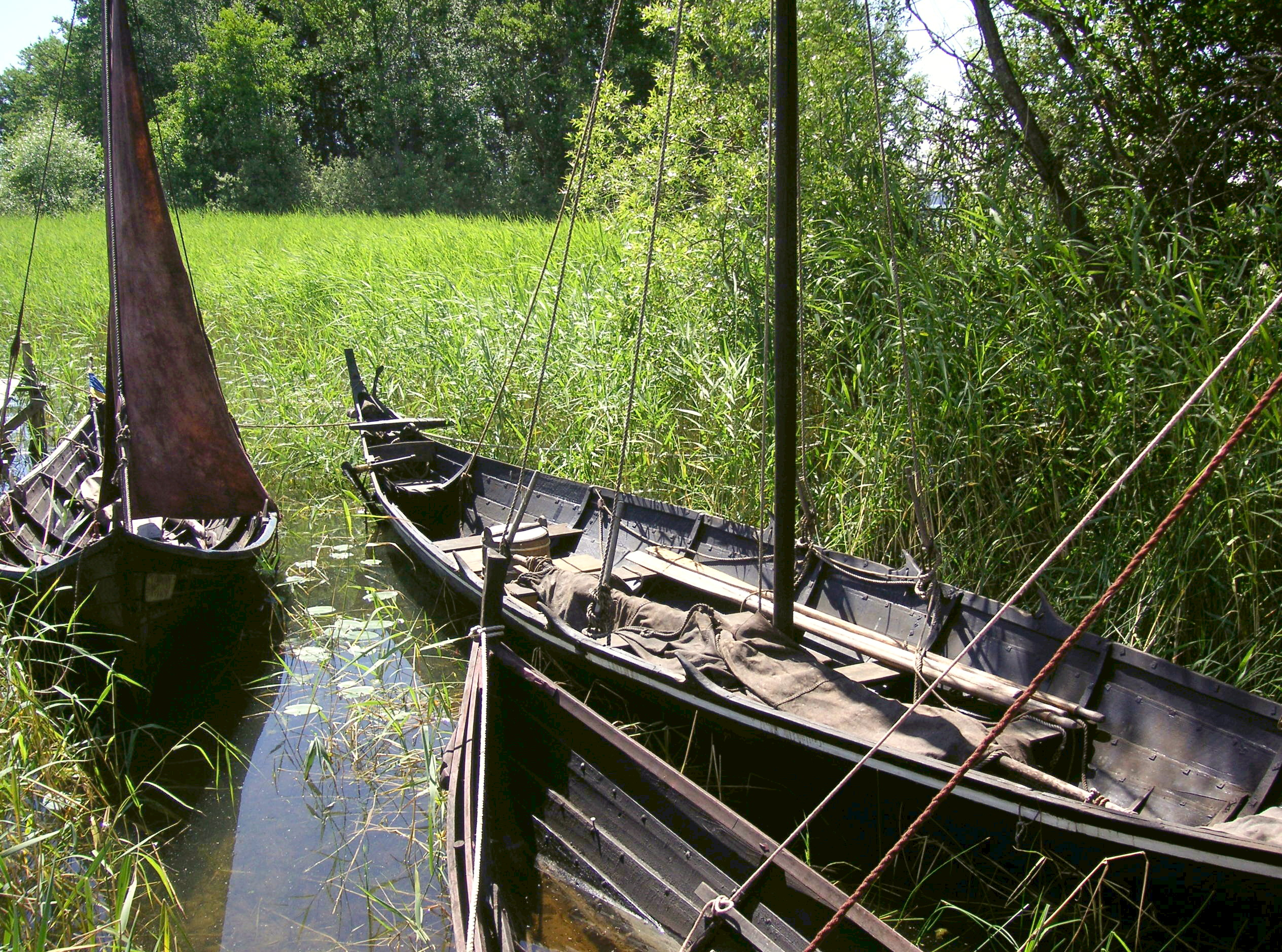
Barcos da época (reconstrução)
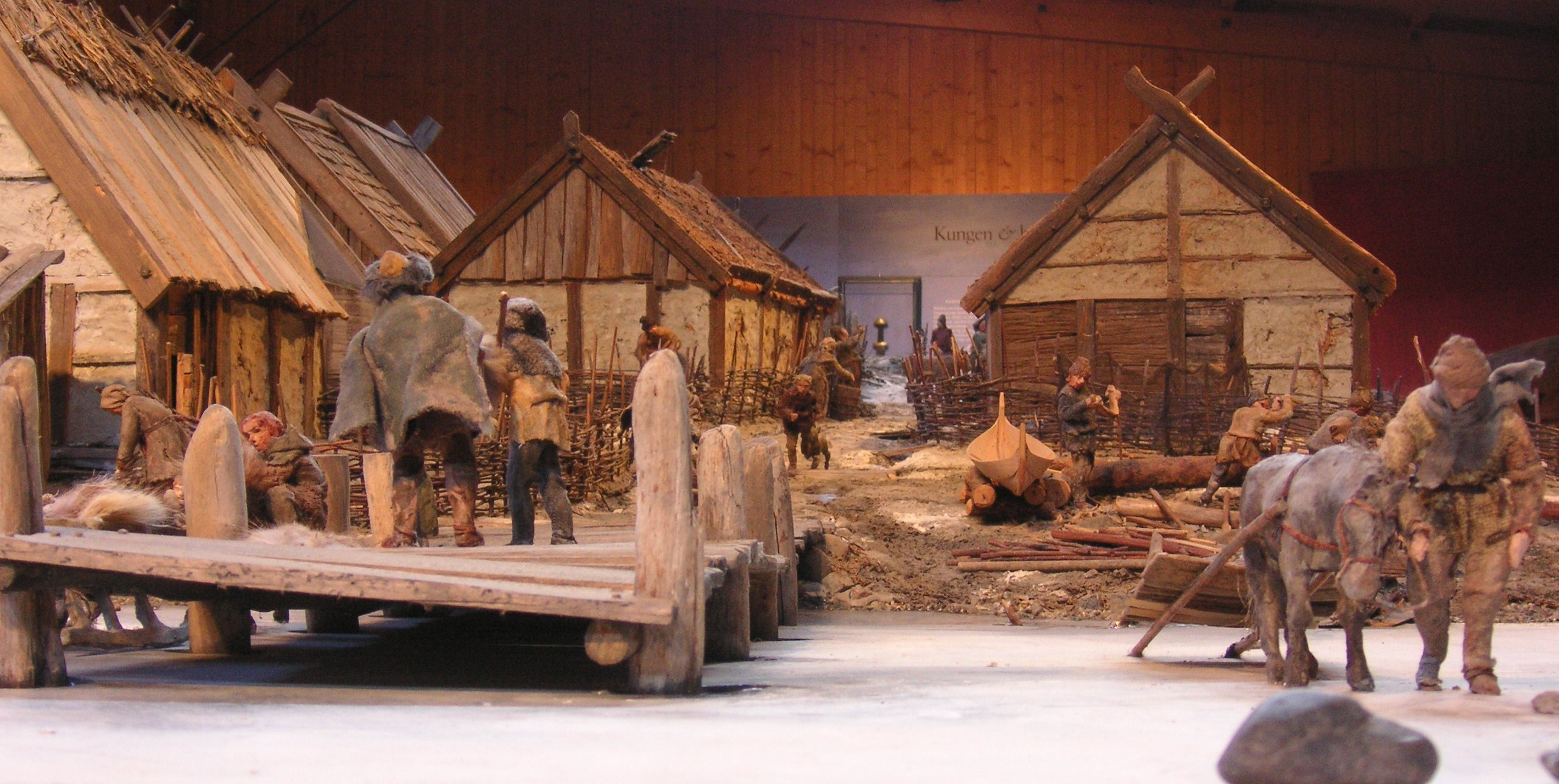
Zona portuária (modelo)